# Station Czarniecka Góra
Station Czarniecka Góra is een spoorwegstation in de Poolse plaats Czarna.